# Kevin Hatcher
Kevin John Hatcher, född 9 september 1966, är en amerikansk före detta professionell ishockeyspelare som tillbringade 17 säsonger i den nordamerikanska ishockeyligan National Hockey League (NHL), där han spelade för ishockeyorganisationerna Washington Capitals, Dallas Stars, Pittsburgh Penguins, New York Rangers och Carolina Hurricanes. Han producerade 677 poäng (227 mål och 450 assists) samt drog på sig 1 392 utvisningsminuter på 1 157 grundspelsmatcher. Han spelade även på lägre nivå för North Bay Centennials i OHL. Han är bror till den före detta NHL-spelaren Derian Hatcher.
Hatcher draftades i första rundan i 1984 års draft av Washington Capitals som 17:e spelare totalt.